# Joachim Halupczok
Joachim Halupczok (n. 3 iunie 1968, Ozimek, Voievodatul Opole, Polonia – d. 5 februarie 1994, Opole, Polonia) a fost un ciclist polonez, medaliat olimpic. A participat la o ediție a Jocurilor Olimpice (1988) în care a câștigat o medalie de argint.

## Participări
Lista de mai jos prezintă principalele competiții la care a participat Joachim Halupczok de-a lungul carierei.
- cycling at the 1988 Summer Olympics – men's team time trial[*]